# Notarcha
Notarcha is een geslacht van vlinders uit de familie van de grasmotten (Crambidae), uit de onderfamilie van de Spilomelinae. De wetenschappelijke naam voor dit geslacht is voor het eerst voorgesteld door Edward Meyrick in een publicatie uit 1884.

## Soorten
- Notarcha aurolinealis (Walker, 1859)
- Notarcha butyrina Meyrick, 1886
- Notarcha cassusalis (Walker, 1859)
- Notarcha chrysoplasta Meyrick, 1884
- Notarcha digitalis Shaffer & Munroe, 2007
- Notarcha halurga Meyrick, 1886
- Notarcha homomorpha Meyrick, 1894
- Notarcha muscerdalis (Zeller, 1852)
- Notarcha nigrofimbrialis (Snellen, 1880)
- Notarcha obrinusalis (Walker, 1859)
- Notarcha pactolica (Butler, 1887)
- Notarcha penthodes Meyrick, 1902
- Notarcha polytimeta (Turner, 1915)
- Notarcha quaternalis (Zeller, 1852)
- Notarcha recurrens (Moore, 1888)
- Notarcha stigmatalis Warren, 1896
- Notarcha temeratalis (Zeller, 1852)
- Notarcha viettalis (Marion, 1956)
- Notarcha viridalis Seizmair, 2021